# Società Musiva Veneziana

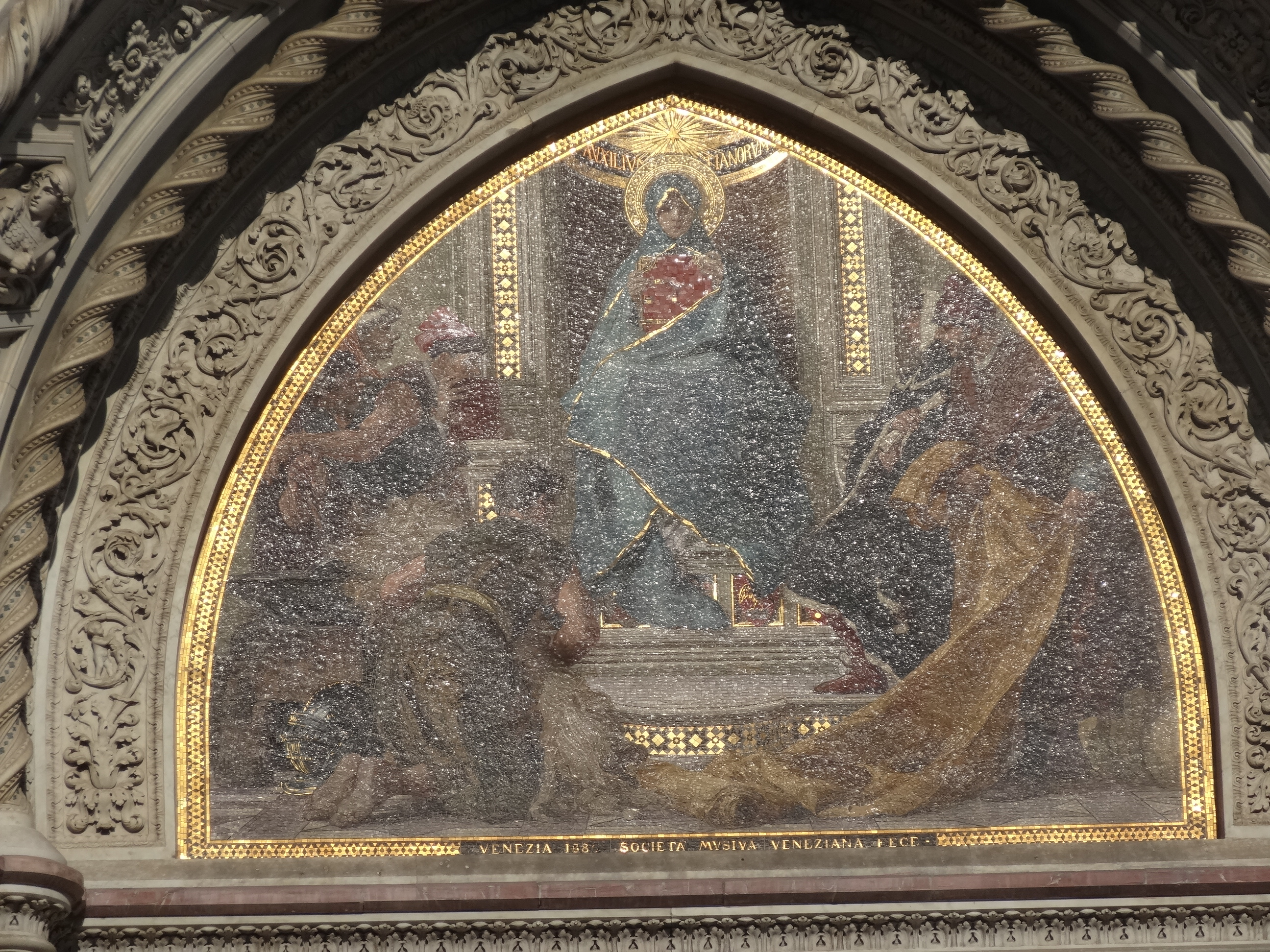
Fede tra i rappresentanti delle Arti di Firenze, facciata del Duomo di Firenze

La Società Musiva Veneziana, fondata a Venezia alla fine XIX secolo, si occupava della realizzazione e messa in posa di mosaici artistici.

## Storia
Venne fondata a Venezia intorno al 1876, con sede a Ca' Bernardo in calle Bernardo 2195 sestiere di San Polo, da Attilio Anelli-Monti, Raniero Bortolotti e Lorenzo Radi Junior, ma le fonti bibliografiche sono spesso discordanti sui nominativi.
Nacque con lo scopo di lavorare il mosaico monumentale ed è composta di soli artisti mosaicisti. Grazie alla qualità del lavoro e ai prezzi concorrenziali conquistò presto un certo nome. Nel 1884 Attilio Anelli-Monti divenne il Direttore Artistico della Musiva.
Molti mosaici e cartoni della Società Musiva Veneziana furono ordinatamente fotografati per scopi commerciali (positivi facenti parte della collezione Sandro Tischer).
Attilio Anelli-Monti con una serie di passaggi a "doppio trasporto" escogitò, nello stabilimento fotografico, un sistema per migliorare la preparazione dei disegni da mosaico: una volta fotografato il cartone, che di solito era opera di un pittore, egli lo stampò su una "carta semitrasparente", in modo da ottenere l'immagine speculare da gestire nel laboratorio musivo (materiali conservati nell'archivio Sandro Tischer), in seguito attraverso la stampa fotografica del negativo, per semplice trasporto, utilizzò la "resa a diritto" del lotto musivo, fotografato in laboratorio e prodotto appunto a rovescio, per mostrare alla clientela il prodotto finito e non il suo rovescio.
Dal 1876 in poi la Società Musiva Veneziana concorse a tutte le principali esposizioni nazionali e internazionali con grande successo, come lo attestano i diplomi d'onore dell'Istituto Veneto e di Londra, il premio governativo per la perfezione dei lavori e le medaglie d'oro di Milano, Genova, Melbourne, Barcellona e Chicago.
Nel 1888 nuovi giovani iniziarono a occuparsi di mosaici tra cui Amadeo Anderloni, Milziade Anelli-Monti, Francesco Mirco e Triantafilis.
La Società Musiva si fece strada a Parigi, Roma, Vienna, Londra, in Asia e America.
Dopo il 1910 i lavori della Musiva sono sospesi, a causa delle guerre, per poi cessare del tutto nel 1913, con il suo scioglimento.

## Premi e riconoscimenti
Nel 1880 ottenne il Diploma d'Onore dall'Istituto veneto di scienze, lettere ed arti.
Il Pantheon de l'Industrie, giornale parigino, nel numero dell'11 agosto 1878, elogia il lavoro della Società, mentre il Tempo così ne parla: «Dicemmo che è costretto ad arrestarsi chi passa ed ammirare la magnifica fattura dell'anzidetta associazione, la quale in fatto, per finezza di lavoro, squisito buon gusto, e armonico accordo nell'insieme, può vantarsi di aver raggiunto un grado di perfezione che altamente onora i conduttori della Patria Industria.»
All'esposizione Nazionale di Napoli del 1877, la società presentò dei mosaici i quali furono quasi tutti venduti, sul cui conto scriveva il Pungolo di Napoli: «Nell'arte industriale la Venezia è meglio rappresentata ... ed i mosaici della Società Musiva Veneziana sono degni dell'attenzione di quanti hanno in pregio il risveglio di arti che parevano perdute»".
La Società Musiva, nell'arco di pochi anni, era riuscita a catturare la stima di cultori e critici sia in Italia sia all'estero; tra i personaggi più illustri che visitarono il suo laboratorio possiamo menzionare sua Maestà Regia, allora principessa di Piemonte e sua Altezza Reale il Principino di Napoli.
Nel volume dedicato alle III esposizione Vetraria di Murano del 1895 troviamo dei versi dedicati alla Musiva che ricordano i lavori eseguiti dalla stessa per la tomba di Pio IX a San Lorenzo al Verano.
Viene menzionata per la sua importanza nell'Enciclopedia Universale dell'Arte della Sansoni e nell'Enciclopedia Treccani.

## Opere

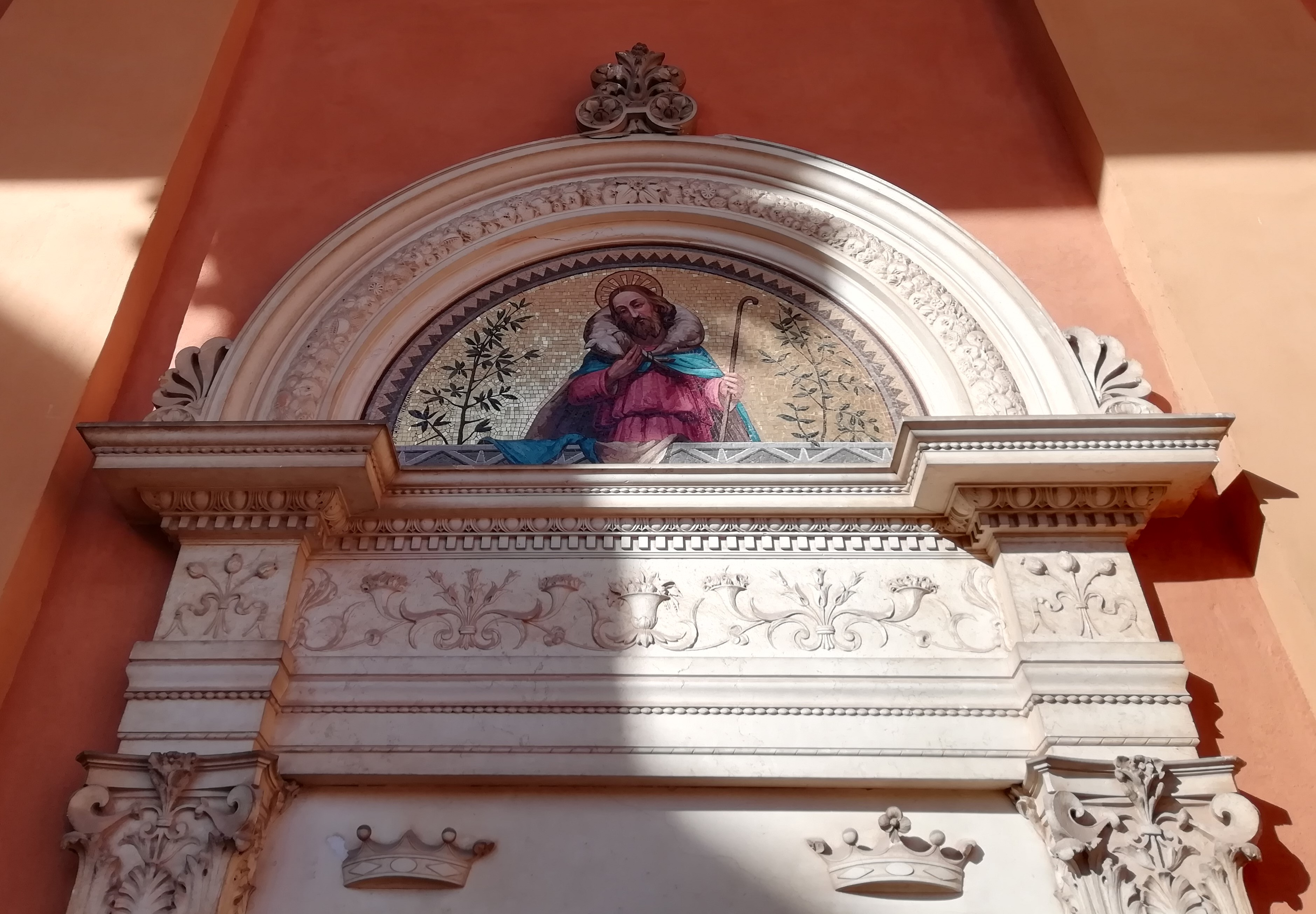
Mosaico del Buon Pastore nella lunetta del monumento funebre Calvi Marsili, nella Certosa di Bologna

- Le lunette per il Duomo di Firenze su cartoni di Nicolò Barabino (1886);
- Le decorazioni di Notre-Dame-de-la-Garde a Marsiglia;
- I mosaici alla Basilica di San Lorenzo fuori le mura al Verano, Roma, per il monumento di Papa Pio IX. Altri autori come Carlo Bertelli, vanno più a fondo: Il cosiddetto purismo dei Nazareni è protratto da Ludovico Seitz – ha scritto Carlo Bertelli – nei mosaici della Cappella funeraria di Pio IX nella basilica di S. Lorenzo fuori de Mura in Roma (1870-1876) per i quali sembra ispirarsi agli esempi, non propriamente eccelsi, dell'Overbeck e del Cornelius[3][4].
- Le opere per il Mausoleo di Alessandro II di Russia nel 1898 che fruttarono ad Attilio Anelli-Monti la nomina di Cavaliere dell'Ordine di San Stanislao e alcuni regali personali della Zarina come un medaglione commemorativo in platino, e due boccali in ceramica e cobalto.
- Grande lunetta per chiesa con ornamenti e animali, Parigi - Francia;
- Ornamenti diversi per caminetto, Lione - Francia;
- Ritratti di Carlo VII e Giovanna d'Arco;
- I quattro evangelisti;
- Decorazione interne di una chiesa, Londra - UK;
- Gran quadro, lotta fra leone e pantera;
- Ritratto di Buonarotti;
- Ornamenti per chiesa, Londra - UK;
- La decorazione della facciata della chiesa Parrocchiale di Monticella d'Ongina con figura colossale della Vergine;
- Ornamenti con fiori della passione, Boston - USA;
- Pavimentazione, ornamenti e fiori, Parigi - Francia;
- Ritratto di Tiziano Vecelio, Parigi - Francia;
- Le 14 stazioni della Via Crucis, Nimes - Francia;
- Due grandi quadri rappresentanti l'annunciazione e l'incoronamento di Maria, eseguiti su disegno dello Stabilimento (per una chiesa del dipartimento di Gard), Francia;
- Decorazioni per altari e grande monogramma della Vergine, Herault - Francia;
- La caccia del Cervo, Herault - Francia;
- Gran quadro (Gesù con il pastore), Londra - UK;
- Ritratto di Raffaello, Dante, Tiziano, Buonarotti e Donizetti, Parigi - France;
- Decorazioni della Cattedrale di Marsiglia (commissione di Fr. Mora di Nimes), Marsiglia - Francia;
- Decorazione di un Battistero, Vicenza - Italia;
- Decorazione sopra ad una lapide, su disegno dello Stab. Rappresentante il Padre Eterno, Torino - Italia;
- Ornamenti e Figure, Mosaici presentati all'esposizione nazionale di Napoli 1877, Napoli - Itala;
- Ornamenti, figure, ritratti presentati all'Esposizione Universale di Parigi, Parigi - Francia;
- Riproduzione dei migliori Mosaici di San Marco, Torcello e Murano;
- Lapide a Gio, Organo di Murano, Trieste - Italia;
- Emblemi Arti e lettere, Parigi - Francia;
- Le decorazioni nella facciata della chiesa di San Martino, grandioso lavoro di figura, Bologna - Italia;
- Decorazioni della facciata di San Gio' Evangelista, due grandi lunette con figura, Torino - Italia;
- Tre lunette con figura, Piacenza - Italia;
- Mosaici per il monumento a Pio IX a San Lorenzo al Verano, Roma - Italia;
- Mosaici per Santa Maria Immacolata, Genova - Italia;
- Quadro colossale di San Gioacchino a Roma offerta a S.S. Leone XIII, Roma - Italia;
- Facciata tempio Israelitico, Milano - Italia;
- Mausoleo di Alessandro II, Mosca - Russia.